# 弗拉基米尔·戈洛瓦诺夫
弗拉基米尔·谢苗诺维奇·戈洛瓦诺夫（俄語：Владимир Семёнович Голованов，1938年11月29日—2003年8月2日），俄罗斯男子举重运动员。他曾代表苏联参加1964年夏季奥林匹克运动会举重比赛，获得男子中重量级金牌。